# Ponteilla

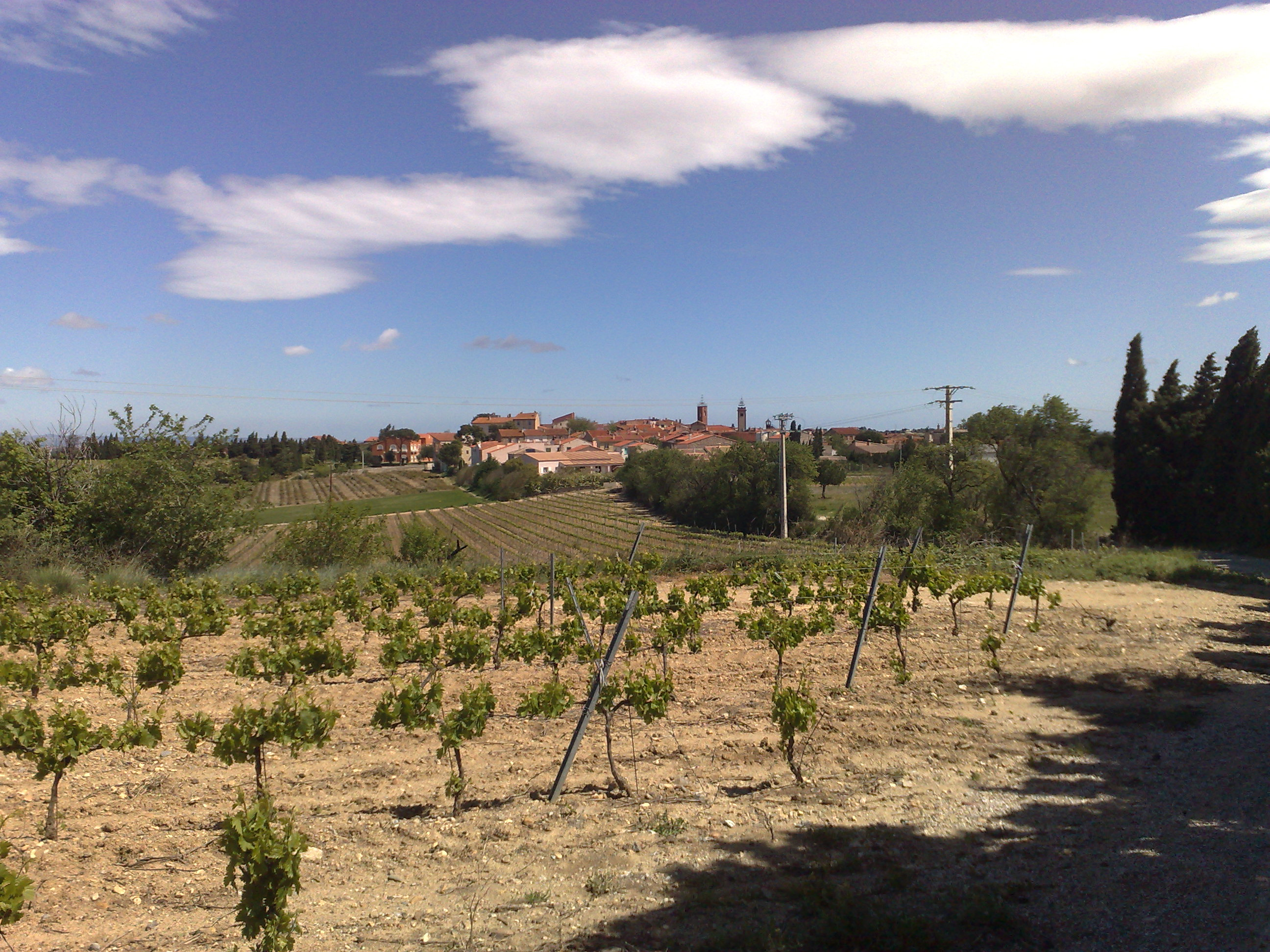
Ponteilla

Ponteilla – miejscowość i gmina we Francji, w regionie Oksytania, w departamencie Pireneje Wschodnie.
Według danych na rok 1990 gminę zamieszkiwało 1521 osób, a gęstość zaludnienia wynosiła 110 osób/km² (wśród 1545 gmin Langwedocji-Roussillon Ponteilla plasuje się na 247. miejscu pod względem liczby ludności, natomiast pod względem powierzchni na miejscu 575.).